# مجید سلیم‌پور
مجید سلیم‌پور بازیکن بازنشسته فوتبال اهل ایران است. وی مدت کوتاهی پس از انقلاب در تیم استقلال تهران به میدان رفته‌است.

## دوران حرفه‌ای
او ستاره خط میانی برق شیراز در لیگ تخت جمشید بود و توانست در سال ۱۳۵۶ به عنوان سومین بازیکن برتر لیگ تخت جمشید انتخاب شود. وی سابقه پوشیدن پیراهن تیم ملی ایران در بازی برابر غنا را در کارنامه دارد.

## افتخارات

### به عنوان بازیکن

##### انفرادی
- بهترین هافبک وسط لیگ ایران در سال ۱۳۵۶
- نفر سوم برترین‌های لیگ تخت جمشید در سال ۱۳۵۶